# Hubert Schwarz (Politiker)
Hubert Schwarz (* 6. August 1923 in Berlin; † 9. April 2004 ebenda) war ein deutscher Politiker (SPD).
Hubert Schwarz besuchte ein Gymnasium und machte 1940 das Abitur. Er wurde anschließend von der Wehrmacht eingezogen. Nach dem Zweiten Weltkrieg studierte er ab 1946 Pädagogik an der Universität Göttingen und machte 1948 das 1. Staatsexamen für das Lehramt. 1949 trat er dem Deutschen Gewerkschaftsbund (DGB) bei. Mit dem 2. Staatsexamen wurde Schwarz 1954 Lehrer für Sonderpädagogik in Niedersachsen. 1958 ließ er sich nach Berlin versetzen und trat im selben Jahr der SPD bei. Ab 1964 wurde er Leiter einer Sonderschule. Da Herbert Kleusberg zum Bezirksbürgermeister im Bezirk Spandau gewählt wurde, rückte Schwarz im Dezember 1967 in das Abgeordnetenhaus von Berlin nach. Bis 1979 gehörte er dem Parlament an.
1959 trat Schwarz dem Verein „Lebenshilfe für geistig Behinderte“, dem „Albert-Schweitzer-Kinderdorf“ und der „Vereinigung für Jugendhilfe“ bei.